# آندرس سیلورا
آندرس سیلورا (انگلیسی: Andrés Silvera؛ زادهٔ ۱۴ مارس ۱۹۷۷) بازیکن فوتبال اهل آرژانتین است.
از باشگاه‌هایی که در آن بازی کرده‌است می‌توان به باشگاه فوتبال تیگرس اونال، باشگاه فوتبال بانفیلد، باشگاه ورزشی سن لورنسو آلماگرو، باشگاه اتلتیکو ایندپندینته، و باشگاه فوتبال اتلتیکو هوراکان اشاره کرد.